# Théâtre municipal de Joensuu
Le théâtre municipal de Joensuu (finnois : Joensuun kaupunginteatteri) est un théâtre situé au centre de la ville de Joensuu en Finlande.

## Histoire
Le théâtre municipal de Joensuu a été fondé en 1948, lorsque le théâtre des travailleurs de Joensuu (fondé en 1912) et le théâtre de Joensuu (fondé en 1914) ont fusionné.

## Locaux
Le théâtre est installé dans le bâtiment de la mairie de Joensuu.
La scène principale du théâtre est la salle de bal de la mairie conçue par Eliel Saarinen (273 places), en plus il y a une petite scène (60-80 places).

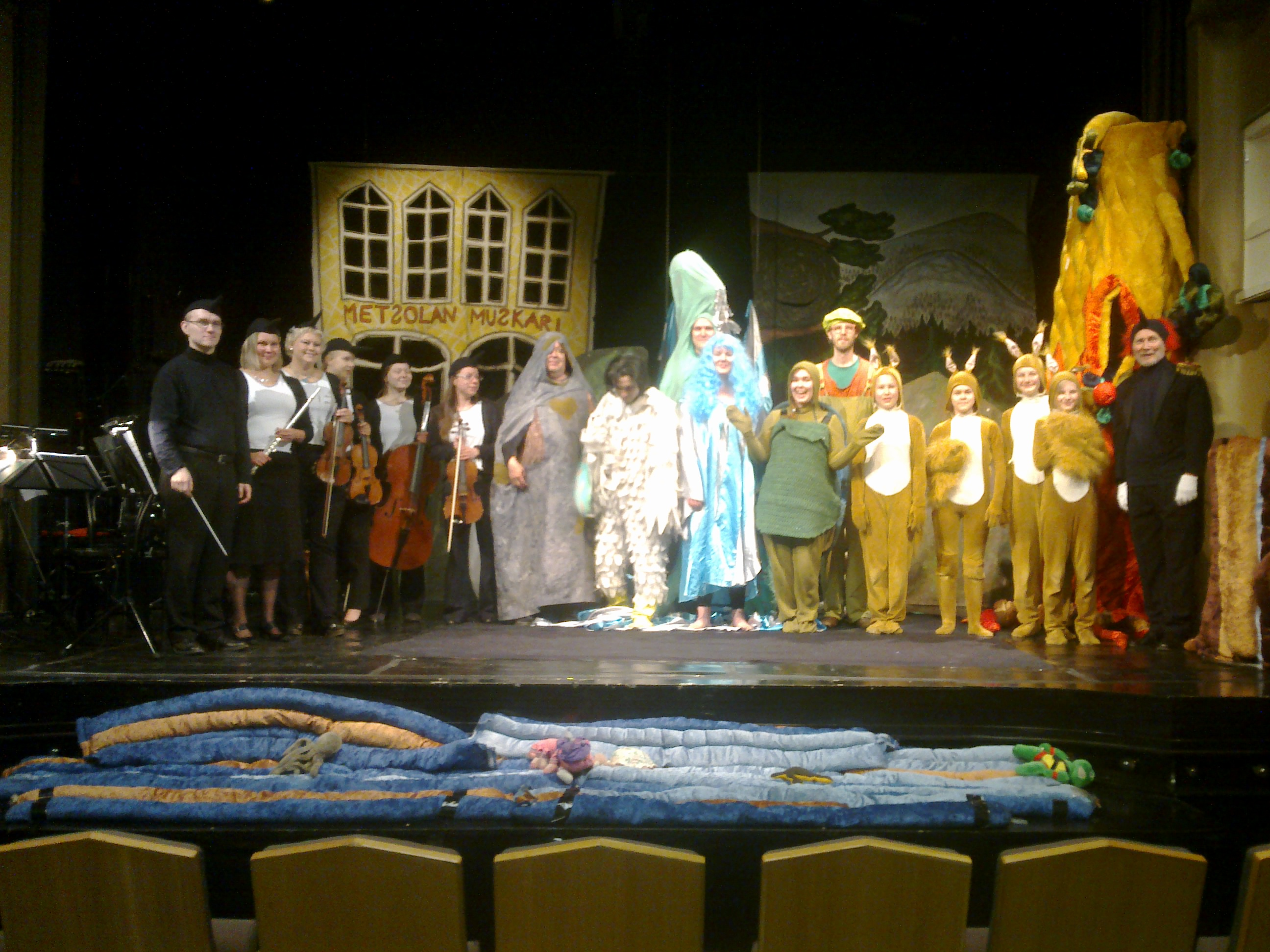
Eigu, un opéra pour enfants au théâtre municipal de Joensuu

## Directeurs du théâtre
- Lauri Leino (1948-1949, 1960-)[2]
- Jussi Piironen (1949-1952)
- Veikko Manninen 1952-1955)
- Rauli Lehtonen (1955-59)[2]
- Lauri Leino (1948-1949, 1960-)[2]
- Jouko Turkka (1968-1972)
- Yrjö Kostermaa (1971-1972)
- Kalervo Nissilä (1973-1978)
- Seppo Luhtala (1978-1982)
- Vesa Raiskio (1983-1987)

- Ahti Ahonen (1987-1990)
- Heikki Mäkelä (1991-1996)
- Reino Bragge (1996-1999)
- Liisa Isotalo (1999-2003)
- Kimmo Lavaste (2003-2008)
- Riku Innamaa (2008-2010)
- Tero Heinämäki (2010-2012)
- Vihtori Rämä (2013−2015)
- Leena Kinanen (2015-2016)
- Iiristiina Varilo (2016-)